# Doktor Animo
Doktor Animo je český animovaný televizní seriál z roku 2006 vysílaný poprvé v roce 2007 v rámci Večerníčku, kdy byla vysílána 1. série. Druhá série byla natočena ve stejném roce, v roce 2008 byla natočena 3. série uvedená na obrazovky v roce 2010. Seriál byl natočen podle námětu podle Edgara Dutky a Jiřího Kubíčka, scénář zpracoval Pavel Koutský. Výtvarníkem byl a režii se věnoval Pavel Koutský. Kameru měli na starosti Vojtěch Votýpka a Daniela Vašicová. Hudbu složil Petr Skoumal. První dvě série byly bez textu, 3. sérii namluvil Jiří Lábus. Celkem bylo natočeno 26 epizod, každá v délce 9 minut.

## Synopse
Doktor Animo umí dobře léčit bolesti zvířat, ale umí splnit i jejich roztodivná přání. K jejich dobru jim však na monitoru své obrazovky ukáže, jak by dopadla splněná přání, kdyby se opravdu uskutečnila… V prvních 13 dílech seriálu zvířata pokukovala po přednostech, jimiž se pyšní jiné zvířecí druhy, ve 3. sérii jsou hrdiny seriálu nespokojená mláďata, která by nejraději dělala všechno jinak, než jak je to učí jejich starostliví rodiče…

## Seznam dílů

### První řada
1. Jak chtěl hrošík létat
2. Jak si chtěl lev hrát
3. Jak chtěla myška vyrůst
4. Jak se chtěl zajíček stát medvědem
5. Jak chtěla žirafa nejdelší krk
6. Jak chtěla být slonice nejkrásnější
7. Jak chtěla být opice člověkem

### Druhá řada
1. Jak chtěla být blecha včelou
2. Jak chtěla mít slepice paví ocas
3. Jak se chtěl stát pudlík lvem
4. Jak chtěl být divočák prasátkem
5. Jak chtěl krtek křídla
6. Jak chtěla být želva nejrychlejší

### Třetí řada
1. Jak nechtěl ptáček létat
2. Jak chtěl bobřík motorovou pilu
3. Jak malý hraboš nechtěl hrabat
4. Jak nechtěl gepard běhat
5. Jak čáp nechtěl stavět hnízdo
6. Jak se žabička nechtěla potápět
7. Jak nechtěl vlček výt
8. Jak nechtěl lední medvídek chytat ryby
9. Jak nechtěl datlík klovat
10. Jak house nechtělo samo létat
11. Jak nechtěl klokánek skákat
12. Jak nechtělo káče plavat
13. Jak nechtěl slavíček zpívat

## Další tvůrci
- Animace: Kateřina Pávová, Markéta Kubátová, Martin Pospíšil
- Výtvarník: Pavel Koutský
- Trikové snímky: Vojtěch Votýpka, Tomáš Jarkovský